# Leichtathletik-Halleneuropameisterschaften 2021/Teilnehmer (Kroatien)
| Gelbes Symbol für Goldmedaillen mit stilisierten Olympischen Ringen | Graues Symbol für Silbermedaillen mit stilisierten Olympischen Ringen | Braundes Symbol für Bronzemedaillen mit stilisierten Olympischen Ringen |
| ------------------------------------------------------------------- | --------------------------------------------------------------------- | ----------------------------------------------------------------------- |
| —                                                                   | —                                                                     | 1                                                                       |

Aus Kroatien starteten zwei Athletinnen und zwei Athleten bei den Leichtathletik-Halleneuropameisterschaften 2021 in Toruń, die eine Bronzemedaille errangen.

## Ergebnisse

### Frauen

#### Laufdisziplinen
| Athletin       | Disziplin   | Vorlauf | Vorlauf | Halbfinale         | Halbfinale         | Finale             | Finale             |
| Athletin       | Disziplin   | Zeit    | Platz   | Zeit               | Platz              | Zeit               | Platz              |
| -------------- | ----------- | ------- | ------- | ------------------ | ------------------ | ------------------ | ------------------ |
| Klara Koščak   | 60 m Hürden | 8,27 s  | 34      | nicht qualifiziert | nicht qualifiziert | nicht qualifiziert | nicht qualifiziert |
| Ivana Lončarek | 60 m Hürden | 8,26 s  | 31      | nicht qualifiziert | nicht qualifiziert | nicht qualifiziert | nicht qualifiziert |

### Männer

#### Laufdisziplinen
| Athlet      | Disziplin | Vorlauf | Vorlauf | Halbfinale         | Halbfinale         | Finale             | Finale             |
| Athlet      | Disziplin | Zeit    | Platz   | Zeit               | Platz              | Zeit               | Platz              |
| ----------- | --------- | ------- | ------- | ------------------ | ------------------ | ------------------ | ------------------ |
| Mateo Ružić | 400 m     | 47,49 s | 26      | nicht qualifiziert | nicht qualifiziert | nicht qualifiziert | nicht qualifiziert |

#### Sprung/Wurf
| Athlet           | Disziplin   | Qualifikation | Qualifikation | Finale  | Finale |
| Athlet           | Disziplin   | Weite         | Platz         | Weite   | Platz  |
| ---------------- | ----------- | ------------- | ------------- | ------- | ------ |
| Filip Mihaljević | Kugelstoßen | 20,40 m       | 5             | 21,31 m | Bronze |